# Templo Kaishan
O Templo Kaishan (chinês tradicional: 開善寺, chinês simplificado: 开善寺, pinyin: Kāi Shàn Sì) é um templo budista situado na vila Xincheng perto de Gaobeidian, província de Hebei, China. O templo foi fundado durante a Dinastia Tang, e aumentado nos séculos seguintes até ao seu declínio. No século XX, o salão principal, o Salão Daxiongbao, que data de 1033, da Dinastia Liao, foi utilizado como escola e celeiro. Em 2002, o salão passou por uma restauração que foi concluída em 2007.

## História
O templo atual foi fundado na Dinastia Tang, antes da fundação de Xincheng em 832 EC. Em 929 EC, Xincheng foi povoada e o Templo Kaishan foi situado no canto nordeste da cidade, o qual era então conhecido pelos residentes locais como "Dasi", literalmente "Grande Templo". A estrutura mais antiga do templo é o Salão Daxiongbao que, segundo uma inscrição presente numa viga no seu interior, foi edificado durante a Dinastia Liao, em 1033. Por volta do século XVI, o templo foi aumentado, porém no início do século XX entrou em declínio. Em 1928, o Salão Daxionbao tornou-se num salão educacional de Sun Yat-sen, e deixou de exercer a função de monastério. Durante a Revolução Cultural, várias casas foram construídas na periferia do templo, prejudicando as imediações do complexo. Em 2001, um projeto de restauração financiado pelo governo começou com o objetivo reconstruir o templo de acordo com o seu estado original.

## Salão Daxiongbao
O Salão Daxiongbao (chinês: 大雄宝殿, pinyin: Dàxíongbǎo Diàn) é cinco por três ken e ocupa um perímetro de 30.4 por 18.5 metros. Foi construído sobre um crepidoma de 1,11 metros de altura e possui um grande yuetai na frente, que mede 27,6 por 11,4 metros. Colunas implantadas em pedestais quadrados suportam os enormes beirais, cujo comprimento é de 55% do tamanho das colunas. As costas e laterais dos pilares estão inclinados para o interior do salão, uma característica que está associada à arquitetura chinesa da Dinastia Yuan. Antes da sua conversão em 1928 para uma escola, a principal imagem devocional do salão foi provavelmente Kuan Yin, com quatro Bodisatvas em ambos os lados, bem como Luohans nas laterais do salão.